# Takashina no Takako
Takashina no Takako hay Takashina no Kishi (Nhật: 高階貴子 (Cao Giai Quý Tử) ?-996) cũng được biết đến là Gidōsanshi no haha (儀同参司母 mẹ của phó Đại thần coi tam ty) hoặc là Kō no Naishi (高内侍) là một nhà thơ waka Nhật Bản vào giữa thời kỳ Heian. Một trong những bài thơ của bà nằm trong tập thơ nổi tiếng Ogura Hyakunin Isshu. 

## Tiểu sử
Bà là con gái của Takashina no Naritada.
Bà là vợ của đại thần Fujiwara no Michitaka và sinh ba người con Korechika ( Y Chu) tức Gidō Sanshi ( Phó đại thần coi tam ty), Takaie ( Long Gia) và Hoàng Hậu Teishi của Thiên Hoàng Ichijō.
Bà có danh pháp khác là Kō no Naishi, là sự kết hợp giữa chữ cái đầu tiên trong tên gia đình đằng nội; taka hoặc kō; và vị trí phục vụ Thiên Hoàng En'yū, naishi.
Bà mất năm 996.

## Thơ Takashina no Takako
Năm bài thơ của bà nằm trong tập Nijūichidaishū (二十一代集 (Nhị Thập Nhất Đại Tập)).
Bài thơ sau đây được đánh số 54 trong tập thơ Ogura Hyakunin Isshu do Fujiwara no Teika biên tập:
| Nguyên văn:                                              | Phiên âm:                                                                 | Dịch thơ: | Diễn ý: |
| -------------------------------------------------------- | ------------------------------------------------------------------------- | --- | --- |
| 忘れじの 行く末までは かたければ 今日を限りの 命ともがな | Wasureji no Yuku sue made wa Katakereba Kyō wo kagiri no Inochi to magana | Lời hứa không quên em, Tương lai xa ai biết. Muốn nghe nó hôm nay, Rồi mang về cõi chết. (ngũ ngôn) Lời chàng: Yêu mãi không rời, Xin nghe ngày cuối trong đời của em. (lục bát) | Chàng bảo là không bao giờ quên em, Nhưng tương lai hãy còn xa xôi có gì làm chắc. Mong rằng hôm nay, ngày được nghe chàng hứa lời này, Sẽ là ngày cuối cùng của cuộc đời em. |

### Xuất xứ
Shin Kokin Wakashū ( Tân Cổ Kim Tập), thơ luyến ái, phần 3, bài 1149.

### Hoàn cảnh sáng tác
Bài này, theo lời thuyết minh của tập Shin Kokin Wakashū, đã làm ra khi tác giả mới thành hôn với Fujiwara no Michitaka. Chỉ lâu lâu ông mới đến thăm bà. Dù ông hứa sẽ không bao giờ quên người vợ mới nhưng bà vẫn không khỏi lo lắng. Hôn nhân thành tựu là ngày hạnh phúc nhất trên đời và bà muốn ngày ấy trở thành vĩnh viễn. Nếu lúc ông không còn nhớ đến bà nữa thì bà chỉ biết chọn cái chết. Đây có thể xem như là tình cảm chung của các cô dâu mới đương thời.

### Đề tài
Mừng vì có được tình yêu nhưng lại lo lắng cho tương lai.
Wasureji hay “không bao giờ quên” là lời thề thốt của người đàn ông với người yêu. Yukusue có nghĩa là tương lai. Kyō hay “hôm nay” là cái ngày người chồng nói lên lời hứa sẽ không quên mình. Bài thơ cho ta thấy hình ảnh một cô dâu mới đang ở trên đỉnh cao của hạnh phúc nhưng cũng gợi cho ta một nỗi buồn man mác khi nghĩ về những sóng gió cô có thể gặp phải.
Thuyết khác do bà Chiba Shizuko dẫn ra là tác giả chỉ lo cho số mạng của chồng trong một thời đại mà huynh đệ tương tàn vì danh lợi chứ không phải bà sợ chồng ruồng bỏ. Trên thực tế, cánh nhà bác của Michitaka đã bị cánh Michinaga, nhà chú, hất khỏi chính trường. Con trai họ Gidō Sanshi Korechika bị tá thiên xuống đảo Kyushu, con gái Teishi mất ngôi hoàng hậu, cắt tóc đi tu và chết trẻ.

## Đường dẫn ngoài
- McMillan, Peter. Năm 2010 (Bản in đầu, Năm 2008). Một Trăm Nhà Thơ, Mỗi Vị Một Thơ. New York: Nhà xuất bản Đại Học Columbia. (tiếng Anh)
- Suzuki Hideo, Yamaguchi Shin'ichi, Yoda Yasushi. Năm 2009 (Bản in đầu, Năm 1997). Genshoku: Ogura Hyakunin Isshu. Tokyo: Bun'eidō. (tiếng Nhật)
- Một trăm bài thơ Nhật Bản cổ (Hyakunin-isshu), biên dịch bởi William N. Porter, 1909, tại trang sacred-texts.com (tiếng Anh)
- Ogura Hyakunin Isshu, biên dịch bởi chimviet.free.fr Lưu trữ ngày 22 tháng 12 năm 2016 tại Wayback Machine